# برج خلیفه
برج  خلیفه یا برج دبی (به عربی: برج خليفة) آسمان‌خراشی در شهر دبی در امارات متحدهٔ عربی است. این برج با ۱۶۳ طبقهٔ قابل استفاده و ۸۲۸ متر بلندی، هم‌اکنون بلندترین سازه و آسمان‌خراش ساختهٔ شده به دست انسان است. ساخت این برج، از ۶ ژانویهٔ ۲۰۰۴ آغاز شد و در روز چهارم ژانویهٔ ۲۰۱۰ گشایش یافت.
برج خلیفه در ابتدا با نام «برج دبی» شناخته می‌شد اما در روز افتتاحیه توسط محمد بن راشد آل مکتوم، نام آن به افتخار حاکم امارات، خلیفه بن زاید آل نهیان، به «برج خلیفه» تغییر کرد.
برج خلیفه دارای بیش از هزار واحد آپارتمان، ۴۹ طبقه اداری، ۴ استخر و یک کتابخانهٔ مخصوص ساکنان است. همچنین هتل آرمانی با ۱۶۰ اتاق به طراحی جورجیو آرمانی در طبقات اولیهٔ برج واقع است.
طراحی این برج اثر شرکت آمریکایی اسکیدمور، اوینگز، مریل (SOM) و معمار آمریکایی، ادرین اسمیت، با الهام از معماری اسلامی، طبیعت صحرا و گل هایمنوکالیس است.

## ساختار و طراحی
در ابتدای ساخت برج، بنا بر طرح اولیه معمار آمریکایی، مارشال استرابالا، قرار بود برج خلیفه با ۷۳ طبقه و به صورت یک مجموعه کاملاً مسکونی احداث شود که بعدها با تغییرات زیادی مواجه شد. طراحی کنونی ساختمان شامل: عناصر فرهنگی و تاریخی خاص از جمله مناره‌های مارپیچ است. طرح Y شکل این مناره‌های برج به معماران امکان می‌دهد که حداکثر نمای خارجی و همین‌طور بیشترین نور طبیعی را در داخل ساختمان داشته باشند. در طراحی ثانویه این ابر سازه، ارتفاع تاج برج بلندتر در نظر گرفته شد تا مقام مرتفع‌ترین سازه انسانی را کسب کند (ارتفاع این تاج برج در طراحی اولیه ۵۶۰ متر بود).

## نگهداری
نمای برج خلیفه از ۲۴۳۴۸ قطعه شیشه تشکیل شده‌است که جمعاً مساحتی برابر با ۱۲۰۰۰۰ متر مربع دارد. تمیز کردن این تعداد نمای شیشه‌ای به‌صورت افقی است که از طریق شیارهای موجود در طبقات ۴۰٬۷۳ و ۱۰۹ انجام می‌شود. مدت زمان انجام این پروسه، ۲ الی ۳ ماه طول می‌کشد. در هر یک از این شیارها کابل‌های سنگینی وجود دارند که مخزن ۱۵۰۰ کیلوگرمی را حمل می‌کنند که این جابجایی به صورت افقی و عمودی است.

## امکانات و ویژگی‌ها

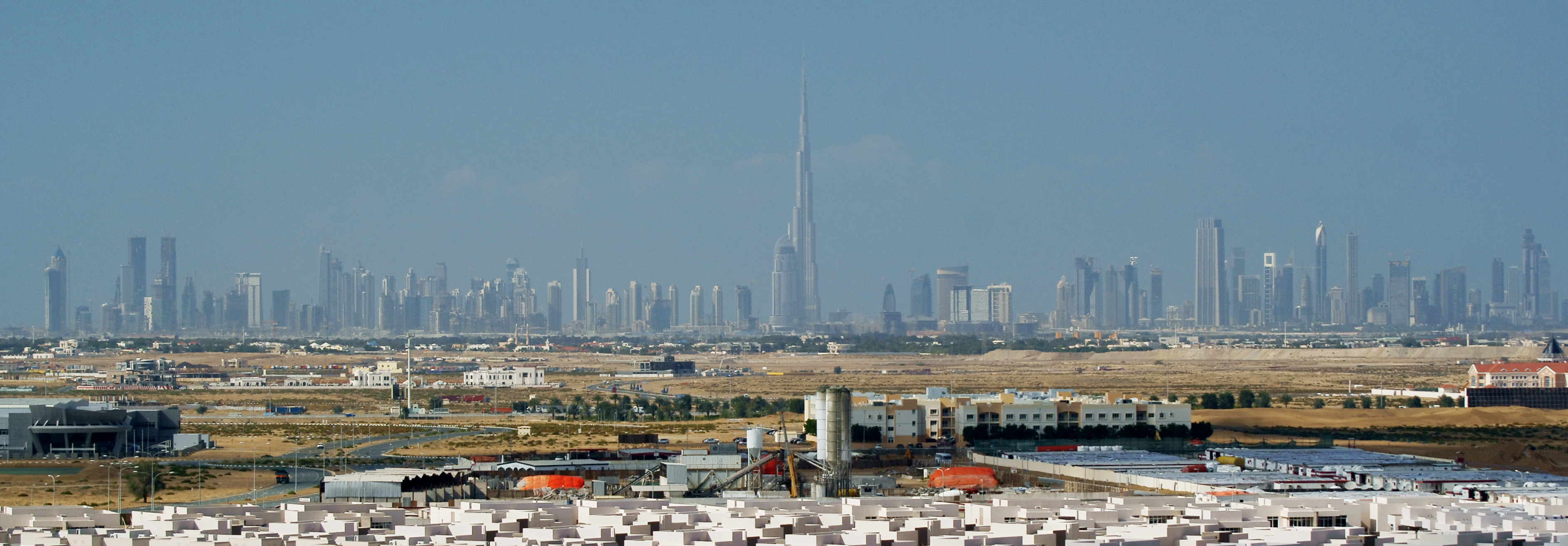
برج خلیفه در ۱۴ دی ۱۳۸۸

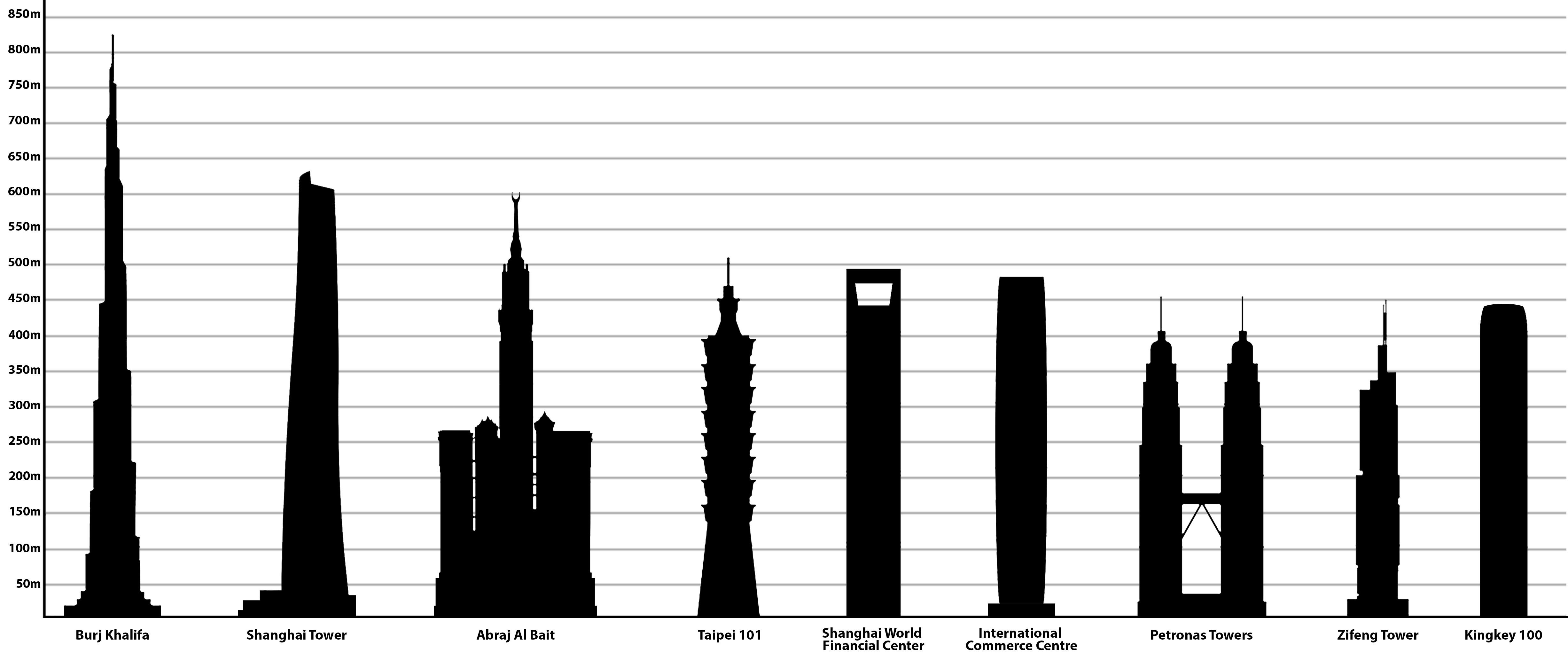
برج خلیفه در مقایسه با سایر سازه‌های بلند قاره آسیا

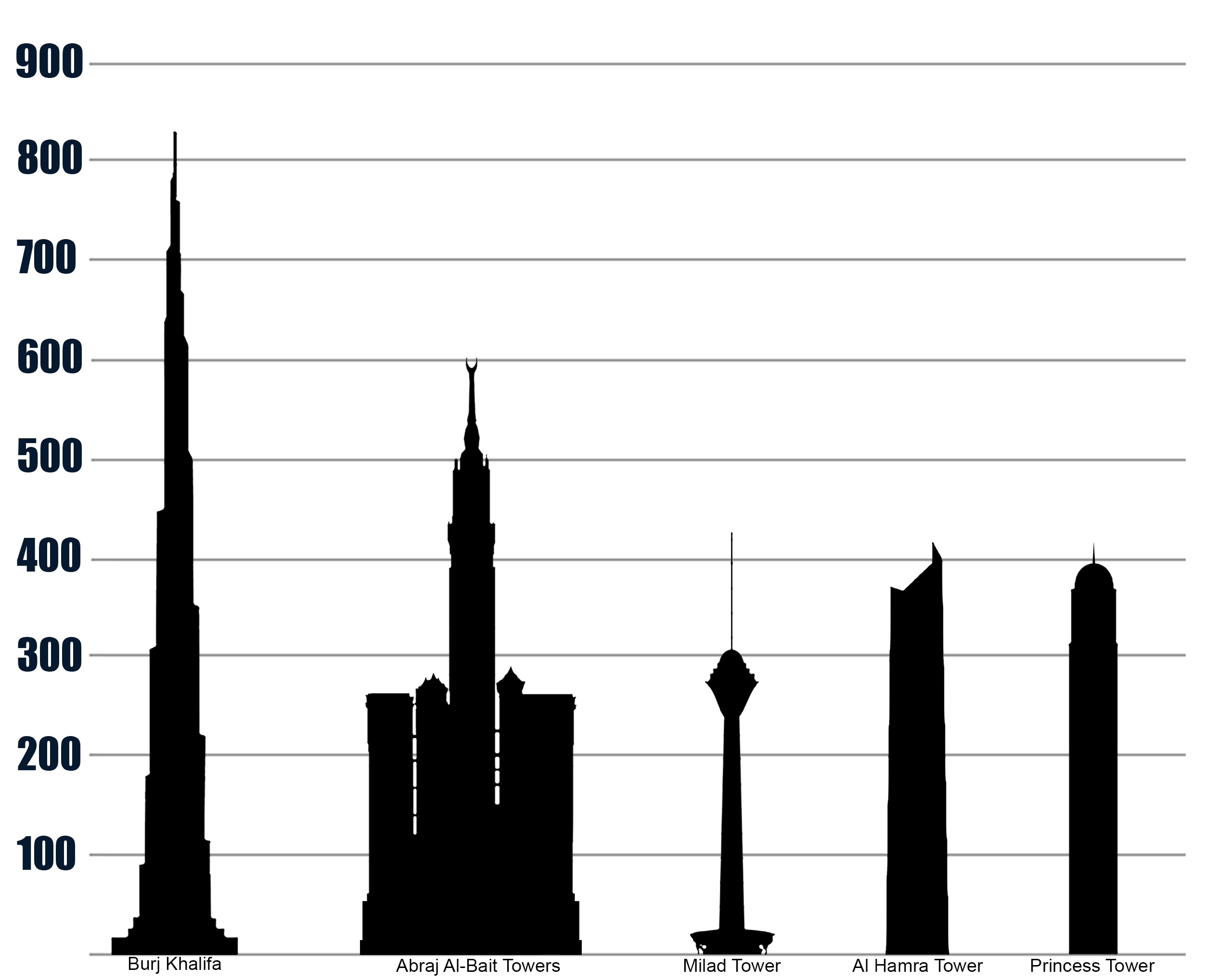
برج خلیفه در مقایسه با سایر سازه‌های بلند خاورمیانه

### آب‌نمای دبی
در بیرون برج فواره‌ای با هزینهٔ ۲۱۸ میلیون دلار که توسط شرکت آمریکایی طراحی آبنما، WET یا WET Design، ساخته شده‌است، قرار دارد. این فواره ۲۷۵ متر طول دارد و قادر به پرتاب آب به ارتفاع ۱۵۰ متری است. همچنین دارای ۶۶۰۰ لامپ در ۲۵ رنگ مختلف است.

### بالکن مشاهدهٔ بیرون برج
در بیرون برج خلیفه یک سکوی مشاهده بنیان شده‌است.
این سکو در طبقه ۱۲۴ برج می‌باشد.

### پارک برج خلیفه
در محوطه پیرامون برج خلیفه پارکی به مساحت ۱۱ هکتار وجود دارد که توسط گروه آمریکایی معماری منظر، برنامه ریزی و طراحی شهری، SWA، با الهام از گل صحرایی "هیملیس" طراحی شده‌است. برای آبیاری پارک از سیستم جمع‌آوری میعانات و آب درون سیستم برودتی برج استفاده می‌شود.

### طبقات برج
در زیر، لیست کارایی‌های طبقات برج خلیفه، به ترتیب طبقات آورده شده‌است:
| طبقات            | مورد استفاده           |
| ---------------- | ---------------------- |
| طبقهٔ ۱۶۰ به بالا | تأسیسات                |
| ۱۵۶–۱۵۹          | رادیو و ارتباطات       |
| ۱۵۵              | تأسیسات                |
| ۱۳۹–۱۵۴          | سوئیت‌های مشارکتی       |
| ۱۳۶–۱۳۸          | تأسیسات                |
| ۱۲۵–۱۳۵          | سوئیت‌های مشارکتی       |
| ۱۲۴              | سکوی مشاهدهٔ بیرون برج  |
| ۱۲۳              | لابی آسمان (Sky lobby) |
| ۱۲۲              | رستوران At.Mosphere    |
| ۱۱۱–۱۲۱          | سوئیت‌های مشارکتی       |
| ۱۰۹–۱۱۰          | تأسیسات                |
| ۷۷–۱۰۸           | مسکونی                 |
| ۷۶               | لابی آسمان (Sky lobby) |
| ۷۳–۷۵            | تأسیسات                |
| ۴۴–۷۲            | مسکونی                 |
| ۴۳               | لابی آسمان (Sky lobby) |
| ۴۰–۴۲            | تأسیسات                |
| ۳۸–۳۹            | سوئیت‌های هتل آرمانی    |
| ۱۹–۳۷            | واحدهای مسکونی آرمانی  |
| ۱۷–۱۸            | تأسیسات                |
| ۹–۱۶             | واحدهای مسکونی آرمانی  |
| ۱–۸              | هتل آرمانی             |
| همکف             | هتل آرمانی             |
| طبقهٔ میانی       | هتل آرمانی             |
| B1–B2            | پارکینگ، تأسیسات       |

## رکوردها
برخی از رکوردهای برج خلیفه:
- بلندترین آسمان‌خراش جهان به ارتفاع ۸۲۸ متر (۲٬۷۱۷ فوت)(رکورد قبلی: تایپه ۱۰۱ با ارتفاع ۵۰۹ متر)
- بلندترین سازهٔ دست بشر به ارتفاع ۸۲۸ متر (۲٬۷۱۷ فوت)(رکورد قبلی: دکل رادیویی ورشو با ارتفاع ۶۴۶ متر)
- بلندترین سازه جهان که بدون کمک کابل یا وسیله دیگری سرپاست به ارتفاع ۸۲۸ متر (۲٬۷۱۷ فوت)(رکورد قبلی:برج سی‌ان با ارتفاع ۵۵۳ متر)
- ساختمانی با بیشترین طبقات: ۱۶۳ طبقه (رکورد قبلی: برج ویلیس با ۱۰۸ طبقه)
- برجی با بیشترین طبقات قابل استفاده: (۱۶۳ طبقه)
- دارا بودن آسانسور با بیشترین مسافت طی شده
- برجی با سریع‌ترین آسانسور جهان با سرعت ۶۴ کیلومتر/ساعت یا (۴۰ مایل بر ساعت یا ۱۸ متر/ثانیه)
- دارا بودن بلندترین آسانسور باربری جهان
- اولین آسمانخراش که از طبقات آن استفادهٔ مسکونی هم می‌شود
- دارا بودن بیشترین مساحت طبقات بین ساختمان‌های جهان
- بزرگترین بالکن برای تماشای نمای بیرون برج (سکوی مشاهده)
- بلندترین مسجد جهان (طبقهٔ ۱۵۸)
- بلندترین استخر شنای جهان (طبقهٔ ۷۶)
- بلندترین باشگاه شبانه (دیسکو) جهان (طبقهٔ ۱۴۴)
- بلندترین رستوران جهان (طبقهٔ ۱۲۲ در ارتفاع ۴۴۲ متر)
- بزرگترین آتش بازی سال نو در جهان

## نگارخانه

### ۲۰۰۹

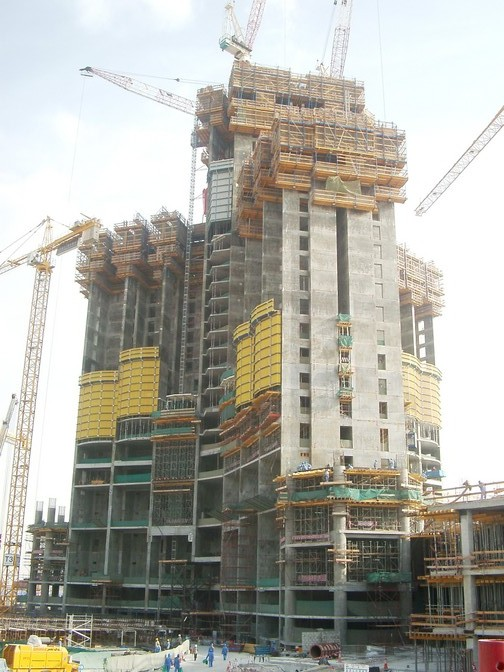
۱ فوریه ۲۰۰۶
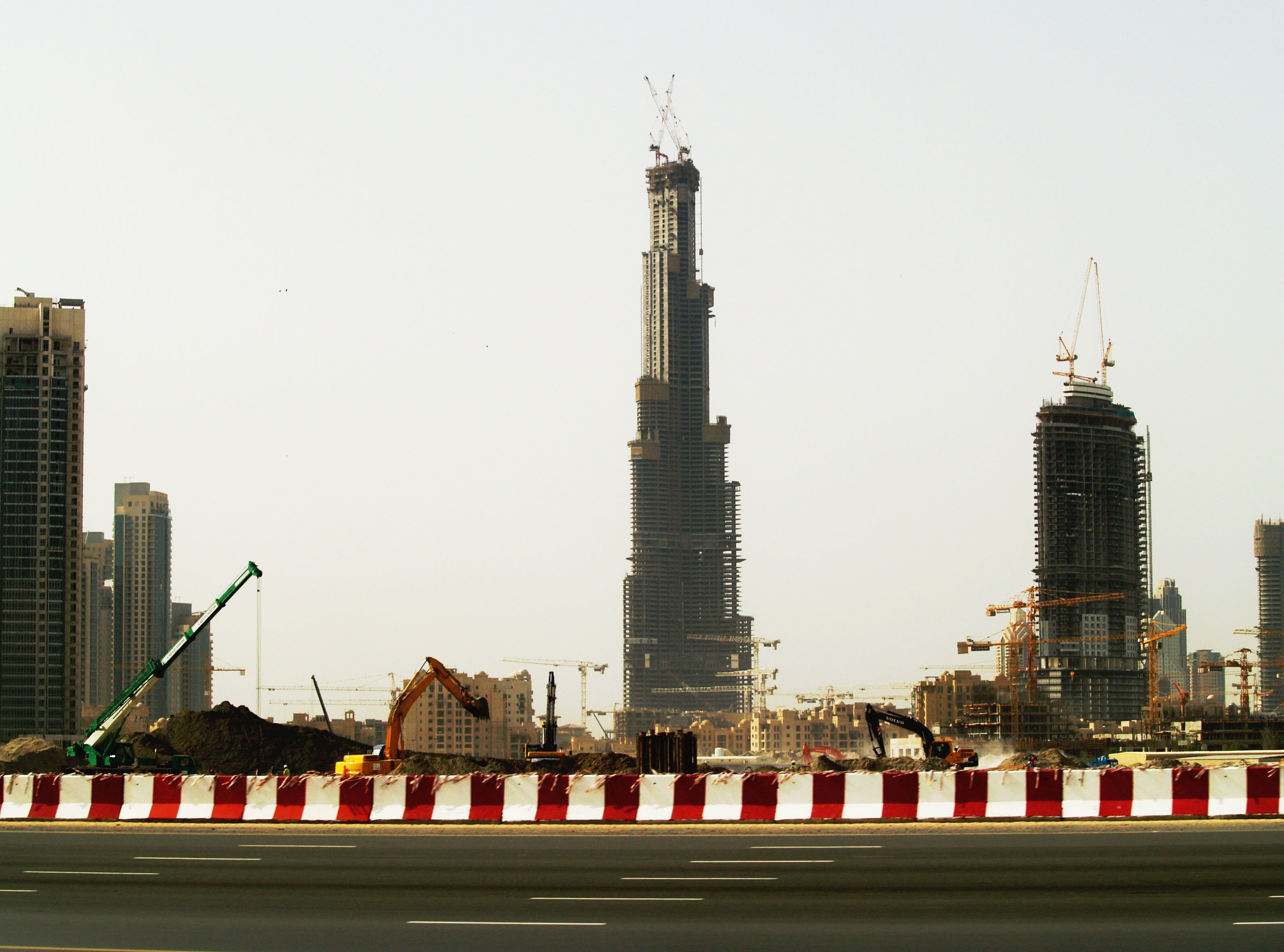
۲۱ مارس ۲۰۰۷
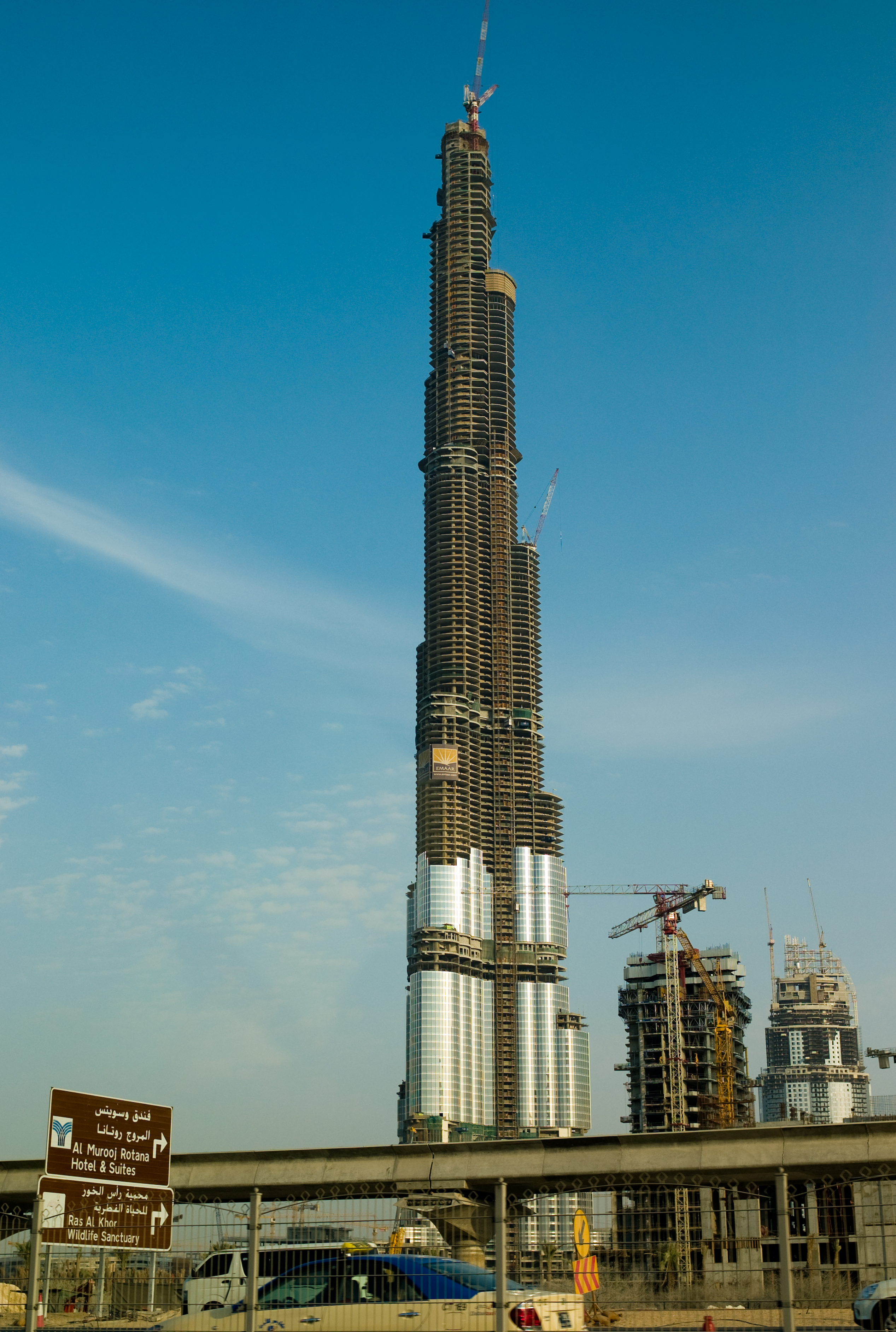
۴ دسامبر ۲۰۰۷
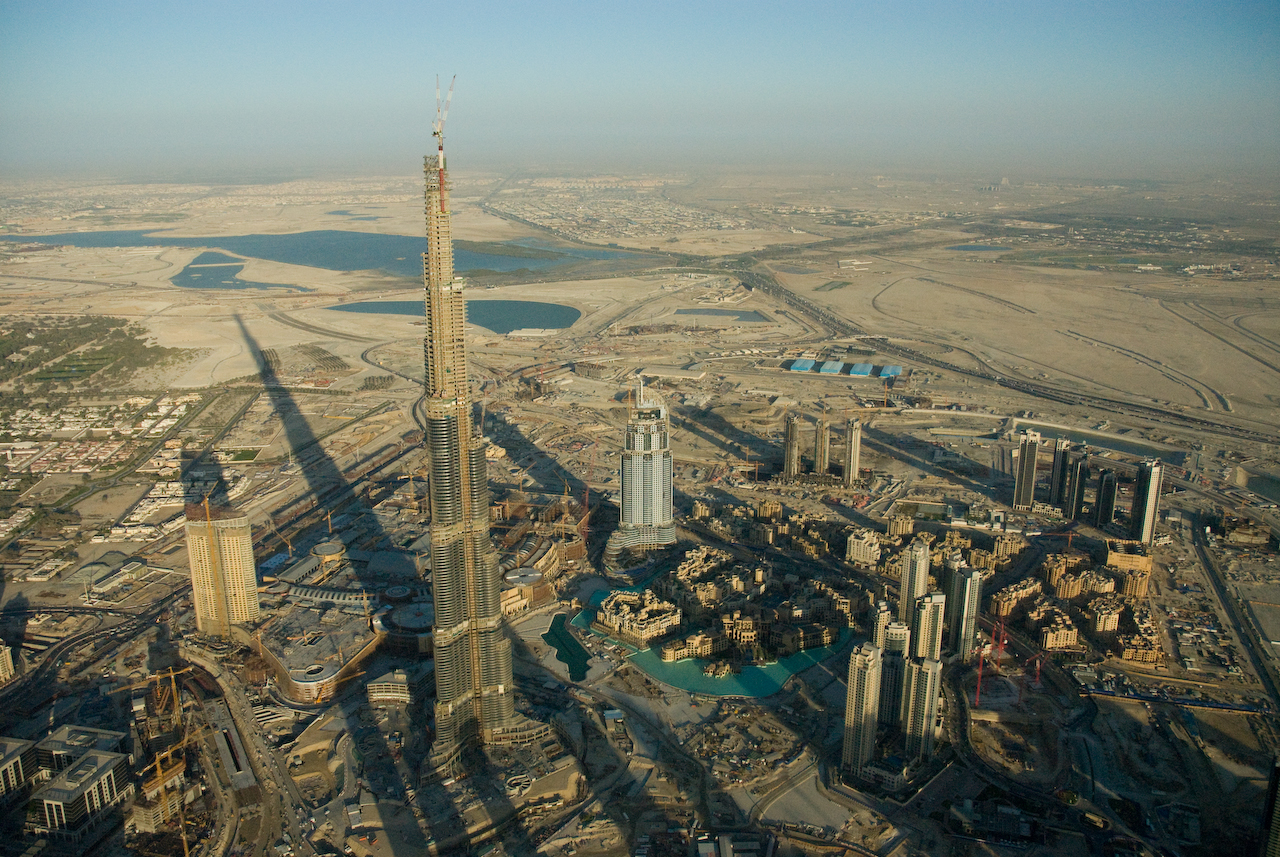
۱۱ مارس ۲۰۰۸

### ۲۰۱۰

نمایی از برج خلیفه از فستیوال سیتی
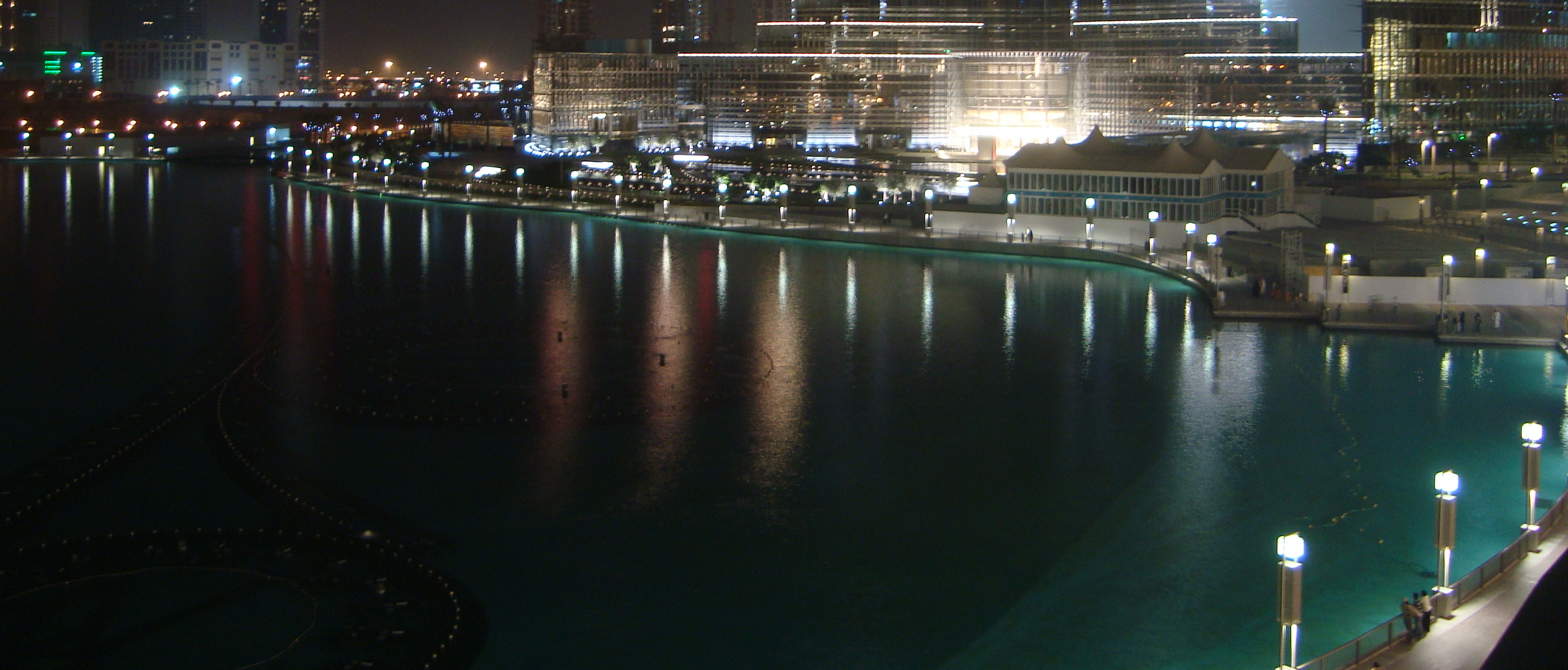
نمایی از برج دبی و دریاچهٔ هم جوارش در سال ۲۰۱۰

### ۲۰۱۲

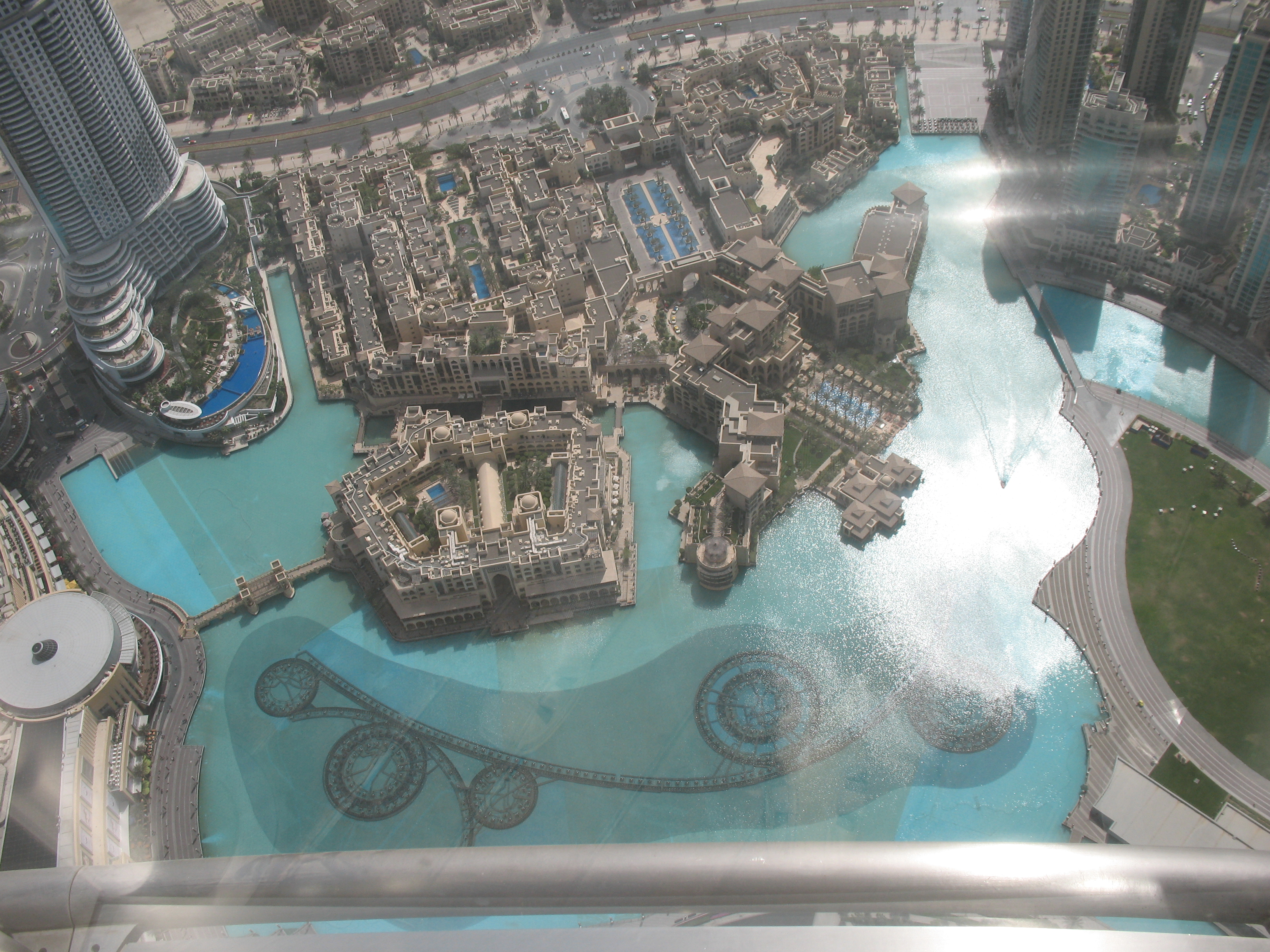
نمایی از فوارهٔ دبی از بالای برج خلیفه